# Quenta Silmarillion
La Quenta Silmarillion (« Histoire des Silmarils » en quenya) est la partie principale du Silmarillion de J. R. R. Tolkien.
Ce texte raconte l'apparition des Elfes sur la Terre du Milieu et leur installation en Valinor, le Royaume Béni, où furent fabriqués puis volés les Silmarils. S'ensuivent, afin de récupérer ces joyaux, les guerres du Beleriand contre Melkor, entrecoupées par l'apparition des Humains. Le texte est rédigé par les Noldor.

## Résumé

### La naissance des Elfes et les méfaits de Melkor
La Quenta Silmarillion relate l'apparition des Elfes sur la Terre du Milieu et leur découverte par les Valar qui doivent alors lutter pour les protéger de Melkor, le Vala rebelle (qui par la suite fut appelé par les Elfes Morgoth, « le Noir Ennemi » en quenya). Les Valar terrassent enfin Melkor, l'enchaînent et l'emprisonnent à Valinor, sous la garde vigilante de Mandos. Les Valar invitent les Elfes qui le désirent à aller vivre au Royaume Béni, d'où ils prospèrent et se développent en arts comme en sciences, durant l'âge d'or de Valinor.
Finalement, après de nombreux siècles de captivité, et sous couvert d'une repentance sincère (qui n'est évidemment qu'un mensonge), Melkor est pardonné et libéré de son asservissement. Il se promène bientôt libre parmi les Elfes de Valinor, ivre de haine et d'un désir de vengeance, jaloux de leur beauté, de leur sagesse et de leur puissance. Il sème alors habilement la jalousie et la discorde entre les « premiers-nés » et les Valar, par des propos trompeurs et mensongers, en se servant du désir des Elfes de revoir les Terres du Milieu. Il exploite ce sentiment pour leur inspirer la volonté de s'affranchir de la tutelle des Valar, ce qui aboutit à la querelle entre les Elfes, mais aussi entre les Elfes et les Valar.
Lorsque ses agissements sont finalement découverts, Morgoth doit s'enfuir de Valinor pour échapper à la colère des Valar, mais il a quand même accompli sa vengeance : les Elfes se déchirent sur un départ de Valinor, Fëanor prenant la tête de la révolte contre les Valar. Quelque temps plus tard, Morgoth revient sournoisement à Valinor, accompagné de l'araignée Ungoliant. Avec l'aide de cette créature terrifiante, Morgoth parvient jusqu'au centre du pays, où il s'attaque à Laurelin et Telperion (les Arbres de Valinor, desquels émanait la lumière qui éclairait le monde) et les fait dépérir.

### Le vol des Silmarils et l'exil des Noldor
La lumière des Arbres s'est éteinte à jamais mais elle demeure encore au sein des Silmarils, les trois joyaux merveilleux créés par Fëanor, du peuple des Noldor. Mais Morgoth, lors de son expédition à Valinor accompagné d'Ungoliant attaque la forteresse de Fëanor à Formenos, où les Silmarils sont conservés, alors que Fëanor est retenu contre son gré à une assemblée dans la cité des Valar, à Valmar. Morgoth tue le père de Fëanor, Finwë, et s'enfuit en Terre du Milieu avec les Silmarils.
Fëanor et ses sept fils prêtent alors solennellement un terrible serment, par lequel ils combattront tout être qui posséderait un Silmaril, qu'il soit Elfe ou Vala, et ils jurent de récupérer les joyaux à n'importe quel prix. La plupart des Noldor, contre l'avis et le souhait des Valar, quittent alors Valinor, marchant derrière Fëanor et les gens de sa maison, non seulement par haine pour Morgoth, mais aussi et surtout à cause du désir de retourner sur la Terre du Milieu, lieu de leur naissance, afin de s'y forger des royaumes à eux, loin des Valar.
Ces exilés sont par la suite maudits par le Vala Mandos : lors de leur voyage vers la Terre du Milieu, Les Noldor massacrent les Elfes Teleri d'Alqualondë et volent leurs navires pour traverser la mer qui sépare Valinor de la Terre du Milieu. Ainsi débute la terrible malédiction de Mandos, qui liera dans la haine et le malheur tous les fils et les parents de Fëanor pendant les années où ils vivront en Beleriand, jusqu'à la ruine finale et la perte irrémédiable des Silmarils.

### La guerre contre Morgoth
Les Noldor débarquent finalement au Nord-Ouest de la Terre du Milieu, à Beleriand. C'est le point de départ de la « guerre des Joyaux », durant laquelle les Noldor et leurs alliés les Sindar font le siège de Morgoth, retranché dans sa forteresse d'Angband. Les Elfes livrent bataille au Vala renégat et à ses serviteurs, principalement des Orques, et des Trolls, mais aussi des Dragons et des Balrogs, lors de cinq grandes batailles et de multiples affrontements pendant près de six cents ans.
Fëanor meurt lors de la deuxième bataille, Dagor-nuin-Giliath, mais les seigneurs Noldor, notamment ses fils, maintiennent une garde vigilante, érigent et fortifient des royaumes depuis lesquels ils poursuivent la lutte contre Morgoth : les sept fils de Fëanor dans le Nord-Est de Beleriand ; Fingolfin, son demi-frère, et son fils Fingon en Hithlum ; Turgon, fils de Fingolfin, à Nevrast puis dans la cité cachée de Gondolin ; Finrod, le fils de son autre demi-frère Finarfin, dans ses palais souterrains à Nargothrond ; et enfin Thingol, le roi des Sindar, à l'intérieur des bois ensorcelés de Doriath.
Plus tard, le récit conte également la venue des Humains et l'aide que certains d'entre eux apportent aux Elfes dans leur lutte contre Morgoth, notamment les Maisons de Bëor, Haleth et Hador. Les destinées des Humains se trouvent mêlées à celles des Elfes dans les trois plus grands contes du Premier Âge dont on a ici des versions écourtées (ces trois récits originaux, qui ont vu le jour dans les années 1920, bien avant la mise en place de la structure définitive du Silmarillion, sont : Le Conte de Tinúviel, Le Conte de Turambar (future Geste des enfants de Húrin) et La Chute de Gondolin qui ont tous été publiés dans Le Livre des Contes Perdus).

### La guerre de la Grande Colère et la fin du Premier Âge
À la suite de l'incroyable exploit de Beren et Lúthien, qui ont réussi à arracher un des trois Silmarils de la couronne-même de Morgoth, Eärendil, un marin semi-Elfe, aidé par le pouvoir du Silmaril que sa femme Elwing a hérité de Beren, parvient avec son navire le Vingilot jusqu'au rivage sacré de Valinor, malgré des puissants sortilèges qui bloquent normalement l'accès du royaume béni aux habitants des Terres du Milieu. De là, Eärendil se rend à Valmar et implore la pitié des Valar en se faisant le porte-parole des deux races elfique et humaine. Il implore les seigneurs de l'Ouest de venir en aide aux peuples de Beleriand qui souffrent, leur royaumes étant en ruine ou menacés de l'être, laminés par la puissance et la cruauté des légions de Morgoth. La supplique d'Eärendil est entendue. Alors les Valar déchaînent leur colère et partent eux-mêmes à la tête de leurs armées en guerre contre Morgoth.
Morgoth est alors vaincu et banni hors d'Arda, à jamais exilé dans le vide extérieur ; ses armées sont anéanties au cours de la « guerre de la Grande Colère » et sa forteresse d'Angband est réduite en cendres et rasée. Au moins un Balrog — celui qui se réfugie en Moria —, et un couple de Dragons — dont descend Smaug du Mont Solitaire — survivent au désastre. Sauron est lui capturé pour un temps. Les deux derniers Silmarils sont repris.
Les Noldor qui reconnaissent leur fautes sont absous de la malédiction de Mandos et autorisés à rentrer à Valinor s'ils le veulent. Mais les deux fils de Fëanor encore en vie, Maedhros et Maglor, contraints par leur terrible serment, volent les joyaux familiaux récupérés. Malheureusement, les joyaux les brûlent atrocement dès qu'ils les étreignent, signe que les actes liés à leur serment les ont rendus impurs à les posséder. Désespérés et bien décidés à ce que personne d'autre qu'eux ne les aient, Maedhros se jette avec son Silmaril dans une crevasse et Maglor lance le sien dans la mer avant de s'en aller, errant sur les côtes des Terres du Milieu. Ainsi s'achève le Premier Âge de la Terre du Milieu avec la fin des Silmarils.
Mais certains acteurs de cette histoire prennent part aux évènements du Second et du Troisième Âge. Car les Hommes, conduits par Elros, fils d'Eärendil, s'établissent sur l'île de Númenor, comme il est raconté dans l'Akallabêth. Elrond, l'autre fils d'Eärendil, demeure un chef des Elfes et connaîtra un rôle capital dans l'histoire de la guerre de l'Anneau. Tout comme Galadriel, fille de Finarfin, qui ne prend pas part à la guerre des Joyaux, mais qui pourtant suit son peuple en Terre du Milieu et qui, plus tard, devra lutter contre l'ancien lieutenant de Morgoth, ayant finalement échappé à la colère des Valar, le cruel et terrible Sauron « Gorthaur ».